# Zipacón (ort)
Zipacón är en ort i Colombia.   Den ligger i departementet Cundinamarca, i den centrala delen av landet, 40 km nordväst om huvudstaden Bogotá. Zipacón ligger 2 542 meter över havet och antalet invånare är 1 480.
Terrängen runt Zipacón är kuperad åt nordost, men åt sydväst är den bergig. Runt Zipacón är det ganska tätbefolkat, med 96 invånare per kvadratkilometer. Närmaste större samhälle är Facatativá, 6,7 km norr om Zipacón. Trakten runt Zipacón består i huvudsak av gräsmarker.